# Jimmy Carter Library and Museum

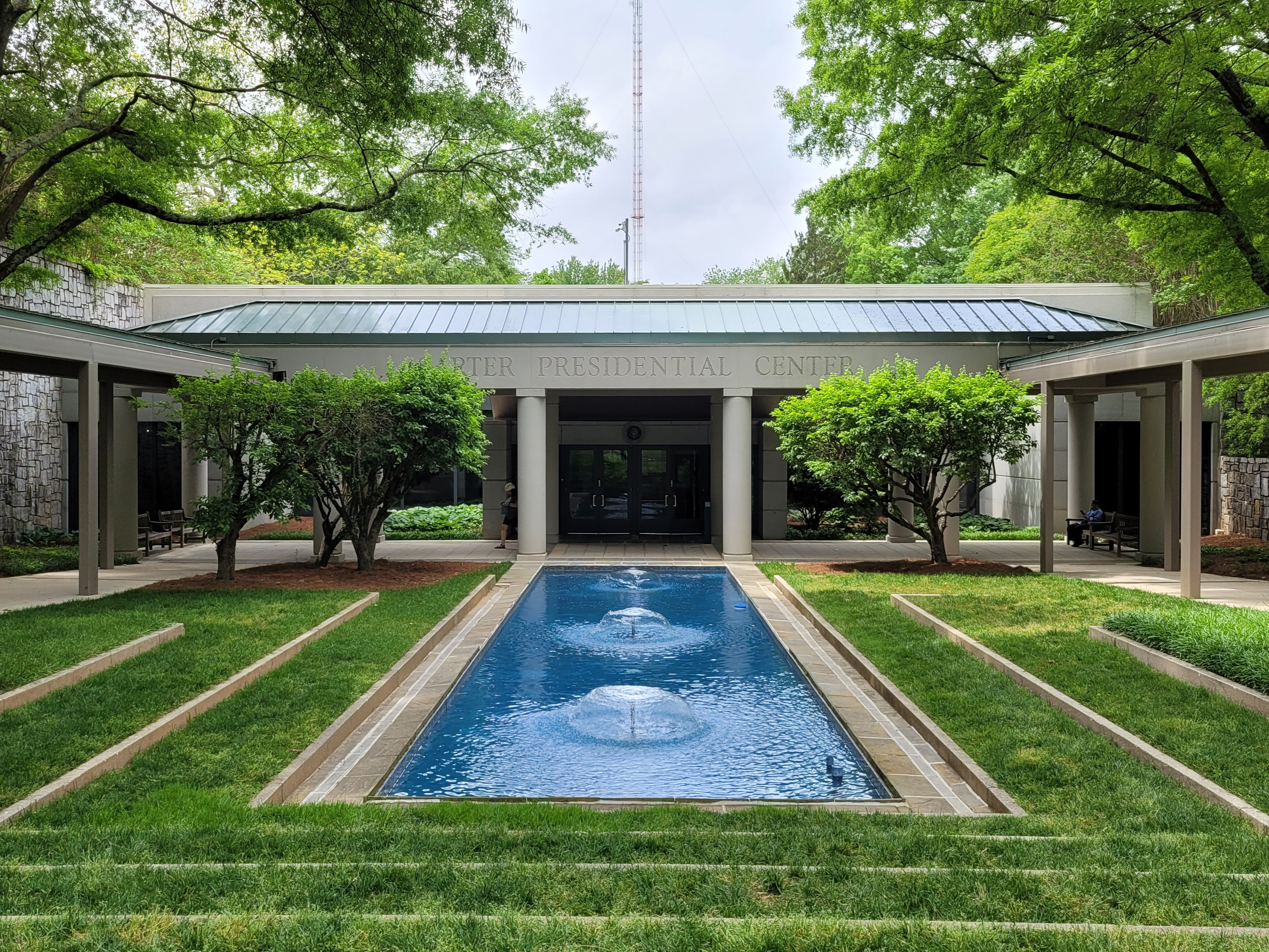
Jimmy Carter Presidential Library

Das Jimmy Carter Library and Museum (deutsch Jimmy-Carter-Bibliothek und -Museum) in Atlanta im US-Bundesstaat Georgia beherbergt die Dokumente des US-Präsidenten Jimmy Carter und anderes Material aus seiner Regierungszeit und Leben. Die Bibliothek weist auch andere Ausstellungsstücke auf, wie beispielsweise die US-Bill of Rights oder den Friedensnobelpreis von Jimmy Carter.
Bibliothek und Museum werden vom Nationalarchiv geleitet, auch wenn einige Teile der US-Regierung und auch von ihr verwaltet werden, andere Teile sind privat und privat verwaltet und Teil des präsidentialen Bibliothekssystems. Privat geführte Teile beherbergen Büros von Carter und die des Carter Centers, eine Non-Profit-Organisation für die Menschenrechte.
Der Spatenstich erfolgte am 2. Oktober 1984. Die Eröffnung fand am 1. Oktober 1986, Carters 62. Geburtstag, statt.
Das Gebäude (Bibliothek und Museum) umfasst 6.480 m², mit 1.419 m² Ausstellungsfläche und 1.841 m² Lagerfläche. Die Bibliothek enthält 27 Millionen Seiten an Dokumenten, 500.000 Fotos und 40.000 andere Objekte, sowie zahlreiche Filme, Videos und Audiokassetten. Diese Sammlung deckt alle Bereiche der Carter-Regierung (Außen- und Innenpolitik) bis zum privaten Leben des Ex-Präsidenten und seiner Ehefrau Rosalynn ab.